# Жижин, Андрей Валентинович
Андрей Валентинович Жижин (род. 5 декабря 1963, Красный Октябрь, Курганская область) — российский государственный деятель, временно исполняющий полномочия Руководителя Администрации города Кургана (июль—сентябрь 2016).
Директор ООО «Чистый город» (с 2022 года).

## Биография
Андрей Валентинович Жижин родился 5 декабря 1963 года в посёлке городского типа Красный Октябрь Краснооктябрьского поссовета Каргапольского сельского района Курганской области, ныне посёлок городского типа входит в Каргапольский муниципальный округ той же области. Отец, Валентин Иванович (1941—2010), работал в лесном хозяйстве машинистом гусеничного трактора. В 1972 году переехал в город Курган, работал машинистом бульдозера в «Мостоотряде». Мать, Зоя Фёдоровна (род. 1937).
После окончания 8 классов в школе № 45, в 1979 году поступил в Курганский строительный техникум на специальность «Промышленное и гражданское строительство».
В строительстве с 1983 года.
В марте — апреле 1983 года — плотник в СМУ-8 Кургантяжстроя.
С июня 1983 по 1990 год — мастер, заместитель начальника по кадрам и быту СМУ-5 ОАО «Промстрой».
С 1990 по июнь 1996 года — главный инженер СМУ-5 ОАО «Промстрой».
В 1992 году окончил Курганский сельскохозяйственный институт по специальности «Сельскохозяйственное строительство», присвоена квалификация «Инженер-строитель».
С июня 1996 по декабрь 2007 года — главный инженер, директор СМУ-1 ОАО «Промстрой».
С декабря 2007 по июль 2009 года — исполнительный директор ООО «СМП-Курган».
В июле — ноябре 2009 года — заместитель генерального директора ЗАО «Механизатор».
В январе 2010 года возглавил МУ «Управление капитального строительства», в сентябре 2010 года назначен на должность заместителя директора Департамента городского хозяйства Администрации города Кургана.
В 2011 году прошёл профессиональную переподготовку в РАНХиГС по программе «Государственное и муниципальное управление».
С января 2012 по август 2013 года — заместитель директора Департамента жилищно-коммунального хозяйства и строительства Администрации города Кургана.
28 августа 2013 года депутаты Курганской городской Думы согласовали кандидатуру Андрея Жижина на должность заместителя Руководителя Администрации города Кургана, директора Департамента жилищно-коммунального хозяйства и строительств.
24 февраля 2016 года на заседании Курганской городской думы депутаты приняли отставку Андрея Жижина и назначили нового заместителя руководителя администрации города, директора Департамента ЖКХ и строительства. Им стал Святослав Георгиевич Рудаев, бывший депутат Ишимской городской думы.
1 марта 2016 года Жижин переведён на должность заместителя директора Департамента развития городского хозяйства.
13 июля 2016 года, после увольнения А. В. Поршаня, стал временно исполняющим полномочия Руководителя Администрации города Кургана. 5 сентября 2016 года приступил к исполнению полномочий Руководителя Администрации Андрей Юрьевич Потапов.
28 сентября 2016 года Курганская городская Дума согласовала кандидатуру А. В. Жижина на должность первого заместителя Руководителя Администрации города Кургана. С июня 2019 года — первый заместитель Главы города Кургана.
15 марта 2021 года по собственному желанию ушёл в отставку с поста первого заместителя Главы города города Кургана. Слухи о возможной отставке Жижина ходили в Кургане с начала марта. Поводом для этого стала критика работы мэрии со стороны губернатора Курганской области Вадима Михайловича Шумкова. Шумков критиковал мэрию Кургана за неубранный во дворах снег после обильного снегопада и метели и указал чиновникам на промерзание водных колонок и перебои в поставках сжиженного газа. Последние 1,5 недели Жижин исполнял обязанности Главы города Кургана, поскольку Андрей Потапов ушёл на больничный с 3 марта 2021 года. В связи с тем, что Андрей Потапов продолжил болеть, его обязанности после отставки Жижина стала исполнять заместитель Главы города Кургана, директор Департамента социальной политики Администрации города Кургана Елена Вячеславовна Ситникова.
11 мая 2021 года назначен экспертом по взаимодействию с органами местного самоуправления аппарата губернатора Курганской области.
7 февраля 2022 года стал директором ООО «Чистый город».

## Награды и звания
- Звание «Почётный строитель России», 2005 год
- Почётная грамота Государственного комитета Российской Федерации по строительству и ЖКХ, 2003 год
- Почётная грамота Правительства Курганской области, 2002 год
- Занесён в галерею «Курганцы — гордость города», 2005 год[14]
- Почётная грамота Главы города Кургана, 2013 год
- Благодарственное письмо Администрации города Кургана, 2012 год